# Coffea lulandoensis
Coffea lulandoensis är en måreväxtart som beskrevs av Diane Mary Bridson. Coffea lulandoensis ingår i släktet Coffea och familjen måreväxter. Inga underarter finns listade i Catalogue of Life.